# Женская сборная Бельгии по баскетболу
Женская сборная Бельгии по баскетболу — национальная баскетбольная команда, представляющая Бельгию в женских турнирах на международной баскетбольной арене. Управляющим органом сборной выступает федерация баскетбола Бельгии.

## История
Федерация баскетбола Бельгии была основана в 1933 году, в 1935 году она была принята в ФИБА. Женская сборная Бельгии впервые попала на крупный международный турнир в 1950 году. Команда участвовала в 11-и финальных турнирах чемпионата Европы, при этом никогда не поднималась выше 6-го места, однако на предпоследнем турнире 2017 года сборная завоевала бронзовые награды.
Долгое время команда являлась лишь постоянным участником квалификационных турниров к чемпионату Европы. Но с приходом тренера Филипа Месдага у команды начался заметный подъём: команда впервые за 10 лет сыграла на Чемпионате Европы 2017 и в 2018 году впервые выступила на чемпионате мира, где заняла 4-е место. Потом смогла квалифицироваться на Олимпийские игры 2020. Вершиной успеха команды стала победа на Чемпионате Европы 2023 и четвёртое место на Олимпийских играх 2024 под руководством Рашида Мезьяна.

## Результаты

### Олимпийские игры
- 2020: 7-е место
- 2024: 4-е место

### Чемпионат Европы по баскетболу среди женщин
- 1950 : 8-е место
- 1960 : 10-е место
- 1962 : 10-е место
- 1968 : 7-е место
- 1970 : 12-е место
- 1976 : 12-е место
- 1980 : 13-е место
- 1985 : 12-е место
- 2003 : 6-е место
- 2007 : 7-е место
- 2017 :  3-е место
- 2019 : 5-е место
- 2021 :  3-е место
- 2023 :  1-е место
- 2025 :  1-е место

### Чемпионат мира по баскетболу среди женщин
- 2018 : 4-е место
- 2022 : 5-е место

Младшие сборные Бельгии достигали значительных успехов:
- Чемпионы Европы среди юниорок: 2011
- Серебряные призёры чемпионата Европы среди кадеток: 2009, 2011
- Бронзовые призёры чемпионата Европы среди кадеток: 1995
- Участники чемпионата мира среди молодёжных команд: 2007 — 5°
- Участники чемпионатов мира среди кадеток: 2010 — 4°, 2012 — 7°

### Состав команды
| Перейти к шаблону «Состав сборной Бельгии по баскетболу» | Состав сборной Бельгии по баскетболу |  |

| Поз. | №  | Имя             | Дата рождения (возраст)  | Рост   | Клуб             |
| ---- | -- | --------------- | ------------------------ | ------ | ---------------- |
| АЗ   | 5  | Ким Месдаг      | 12 марта 1990 (31 год)   | 180 см | Фамила Скио      |
| ЛФ   | 6  | Антония Деларе  | 1 августа 1994 (26 лет)  | 182 см | Сарагоса Баскет  |
| РЗ   | 9  | Марджори Карпро | 12 марта 1990 (33 года)  | 164 см | Касторс Брен     |
| ТФ   | 11 | Эмма Миссеман   | 13 мая 1993 (28 лет)     | 193 см | УГМК             |
| Ц    | 12 | Энн Воутерс     | 12 октября 1980 (40 лет) | 195 см | Свободный агент  |
| ТФ   | 13 | Кьяра Линскенс  | 13 ноября 1996 (24 года) | 193 см | Надежда Оренбург |
| Ф    | 22 | Ханне Месдаг    | 19 апреля 1993 (28 лет)  | 178 см | Намюр Капиталь   |
| Ф    | 32 | Хелен Науэлерс  | 14 марта 1996 (25 лет)   | 180 см | Гранада          |
| Ц    | 34 | Билли Массе     | 21 марта 2000 (21 год)   | 186 см | Мехелен Кангурус |
| РЗ   | 35 | Жюли Ванло      | 10 февраля 1993 (28 лет) | 168 см | Енисей           |
| ТФ   | 42 | Яна Раман       | 15 февраля 1991 (30 лет) | 186 см | Эстудиантес      |
| РЗ   | 55 | Жюли Альмо      | 7 июля 1996 (25 лет)     | 174 см | АСВЕЛ            |